# Comté de Daniels
Pour les articles homonymes, voir Daniels.
Le comté de Daniels est un des 56 comtés de l’État du Montana, aux États-Unis. En 2010, la population était de 1 751 habitants. Son siège est Scobey. Le comté a été fondé en 1920. En 2000, le comté de Daniels était considéré comme le comté le plus rural de la zone continentale des États-Unis, tel que mesuré par l'indice de ruralité relative.

## Géolocalisation
|                 | Comté de Sheridan  |                   |
| Comté de Valley | Comté de Daniels   | Comté de Sheridan |
|                 | Comté de Roosevelt |                   |

## Principales villes
- Flaxville
- Scobey